# Gåstjärnarna (Arvidsjaurs socken, Lappland, 727777-163301)
Gåstjärnarna är en sjö i Arvidsjaurs kommun i Lappland och ingår i Byskeälvens huvudavrinningsområde.